# Bataille de Pluvigner
Chouannerie
Batailles
La bataille de Pluvigner a lieu en mars 1796 pendant la Chouannerie. Elle s'achève par la victoire des chouans, qui repoussent une attaque républicaine.

## Prélude
Le déroulement du combat est principalement connu par les mémoires du chef chouan Louis du Bot de Villeneuve, un officier de la division de Redon, commandée par Louis de Sol de Grisolles.
Selon son récit, en mars 1796, 700 à 800 chouans de la division de Redon commandés par le colonel Louis de Sol de Grisolles se portent sur les côtes afin de profiter d'un débarquement de munitions par les Britanniques,. Les chouans passent par le bourg de Plaudren et s'arrêtent pour dîner à la chapelle de la Miséricorde, près de Pluvigner,. Cependant, ils sont bientôt informés de l'arrivée d'une colonne de 800 soldats républicains sortie de Grandchamp et commandée par le général Mermet,.

## Déroulement
Les républicains portent leurs efforts sur un pont et un moulin défendu par les chouans, qui leur permet d'assurer les communications entre les différentes compagnies,. Pierre Mercier, dit la Vendée, arrive en renfort avec 200 hommes de la division de Vannes armés de fusils anglais,. Mermet, blessé légèrement, ordonne alors la retraite,. 

## Pertes
Selon du Bot, les chouans ont 10 tués et 22 blessés, tandis que les républicains emportent une cinquantaine de blessés,.